# Chanda nama
Chanda nama, riblja vrsta, jedini predstavnik roda chanda, porodica Ambassidae, red Perciformes. Ova slatkovodna bentopelagijska potamodromna riba živi u rijekama azijskih država Pakistan, Indija, Nepal, Bangladeš i Burma.
Naraste najviše do 11 centimetara dužine. Može se koristiti u kontroli drakunkuloze (guinea worms) i malarije. Na lokalnim tržnicama se prodaje za hranu zajedno s drugim manjim ribama. Popularna je i u akavrijima.
U bengalskom jeziku nazivaju je chanda a u tamilskom காக்காச்‍சி (kakkachee). Prvi ju je klasificirao Hamilton, 1822.